# Radež (arheološko nalazište)
Radež je arheološko nalazište kod Zmijavaca.

## Povijest
Arheološko nalazište Radež nalazi se SZ od zaseoka Kraljevićâ u Zmijavcima, odnosno južno od Kamenmosta na rijeci Vrljici. Riječ je o višeslojnom nalazištu koji ima 3 faze razvoja. Prvu fazu predstavlja prapovijesna gradina smještena na dominantnom strateškom položaju, koji je omogućavao kontrolu okolnih puteva te mosta preko rijeke Vrljike. Plato gradine dimenzija je oko 60 x 35 m, okružen je s J, Z, I i manjim dijelom S strane bedemskim nasipom širine oko 8-10 m i dužine oko 120 m. Datiramo je u brončano i željezno doba. Nakon kratkotrajne kasnoantičke revitalizacije, korištenje gradine se nastavlja u kasnom srednjem vijeku i/ili u ranom novom vijeku kada se na gradini formira manja nekropola. Nalazi datiraju iz slojeva od 2000. pr. Kr. do do 1700. godine.

## Zaštita
Pod oznakom Z-6508 zaveden je kao nepokretno kulturno dobro - pojedinačno, pravna statusa zaštićena kulturnog dobra, klasificirano kao "arheološka baština ".